# Мюзекерские говоры

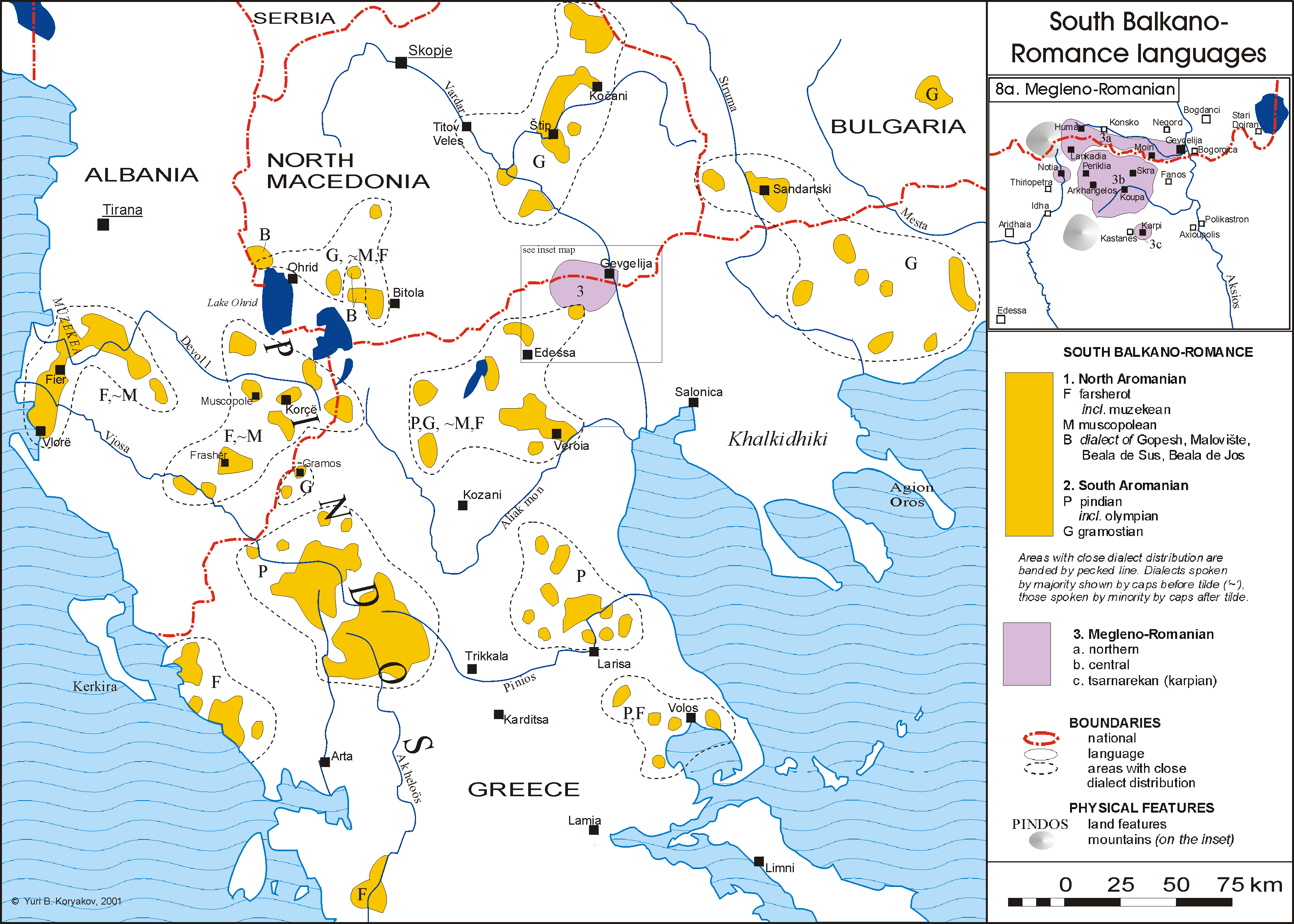
Ареал мюзекерских говоров на карте распространения арумынского и мегленорумынского языков

Мюзекерские го́воры (также мюзекерский диалект) — говоры арумынского языка, распространённые в юго-западной Албании вдоль побережья Адриатического моря на равнине Мюзеке. Входят вместе с фаршеротскими и москопольскими говорами, а также говорами Гопеша, Муловиште, Бяла де Сус и Бяла де Жос в североарумынскую диалектную зону, противопоставленную южноарумынской зоне, включающей грамостянские, пиндские и олимпские говоры.
Область распространения мюзекерских говоров размещена в окружении албанского языкового ареала. На равнине Мюзеке, населённой носителями мюзекерских говоров, расположены такие города, как Влёра и Фиери. Чересполосно и по соседству с носителями мюзекерских говоров живут носители родственных фаршеротских говоров, составляющие большинство арумынского населения в Албании, и отчасти носители москопольских говоров.
Чёткие диалектные границы у мюзекерских с другими арумынскими говорами отсутствуют.
Носители мюзекерских говоров выделены исследователем арумынского языка Т. Папахаджи в особую группу — «мюзекеров» (рум. muzăcheari). По происхождению мюзекеры являются представителями арумынской «племенной ветви» фаршеротов, переселившимися в юго-западную Албанию из более восточных районов.
Согласно диалектной дифференциации арумынского языка, предложенной Т. Капиданом, мюзекерские говоры включены в североарумынскую диалектную зону.
Для мюзекерских говоров характерны многие диалектные черты североарумынской диалектной зоны, в том числе и такие важные фонетические явления, как:
- отсутствие противопоставления фонем /ǝ/ и /ɨ/;
- переход дифтонгов e̯a, o̯a в монофтонги: e̯a > ɛ, o̯a > ɔ;
- отсутствие неслоговых конечных гласных [i] и [u] в ряде позиций.